# Rääpäleenjärvet
Rääpäleenjärvet är varandra näraliggande sjöar i Kiruna kommun i Lappland som ingår i Torneälvens huvudavrinningsområde.
- Rääpäleenjärvet (Jukkasjärvi socken, Lappland, 750561-174802), sjö i Kiruna kommun, 67°32′24″N 21°37′37″Ö / 67.5401°N 21.627°Ö
- Rääpäleenjärvet (Jukkasjärvi socken, Lappland, 750581-174763), sjö i Kiruna kommun, 67°32′37″N 21°36′51″Ö / 67.5436°N 21.6143°Ö (6,82 ha)